# George Gordon Meade
George Gordon Meade, ameriški general, * 31. december 1815, Cadiz, Španija, † 6. november 1872, Philadelphia, ZDA.

## Življenje
George Gordon Meade je leta 1835 končal vojaško akademijo West Point. Leto dni je služboval na Floridi, nato pa od 1836 do 1842 deloval kot civilni inženir pri gradnji železniških prog. Po vrnitvi v vojsko je kot častnik sodeloval v ameriško-mehiški vojni (1846–1848).
Med ameriško državljansko vojno je bil sprva poveljnik (brigadni general) prostovoljcev. 
Leta 1862 je bil med spopadi večkrat ranjen. Po odstopu generala Josepha Hookerja z mesta poveljnika vojske v Virginiji ga je Abraham Lincoln leta 1863 imenoval za novega poveljnika. Kmalu se je bil primoran soočiti z generalom Robertom E. Leejem v največji bitki secesijske vojne, bitki pri Gettysburgu.
Kasneje je sodeloval še v ostalih bitkah državljanske vojne in veliko pripomogel k predaji konfederacijske vojske aprila leta 1865.
Po vojni je vse do smrti delal na visokih položajih v ameriški vojski. Umrl je za posledicami starih vojnih ran in pljučnice.